# Positivismus
Der Positivismus ist eine Richtung in der Philosophie, die fordert, dass Erkenntnisse, die den Charakter von Wissen beanspruchen, auf die Interpretation von „positiven“, d. h. von tatsächlichen, sinnlich wahrnehmbaren und überprüfbaren Befunden beschränkt werden. Diese Denkrichtung findet sich der Sache nach schon in der griechischen Antike. Als Neugründung des 19. Jahrhunderts stand sie im Gegensatz zu traditionell vorherrschenden scholastischen Sichtweisen einer Transzendentalphilosophie. Letztere behaupteten hingegen, Wissen werde durch ewig gültige – und letztlich von Gott geschaffene – Eigenschaften des Verstandes erzeugt, die Vernunft. Dies könne anhand positiver Befunde nachgewiesen werden.
Der Ausdruck ‚Positivismus‘ findet sich zuerst bei Claude-Henri de Rouvroy de Saint-Simon.
Im Rahmen von Erfindungen, Entdeckungen und der Erweiterung naturwissenschaftlicher Kenntnisse in der Renaissance waren traditionelle, philosophisch-religiöse Erklärungsversuche schon seit längerem fragwürdig geworden. Dieser historische Befund dürfte zu der weitreichenden Forderung des Positivismus geführt haben, dass positive Befunde im Unterschied zu der bis dahin üblichen Praxis ohne theologische und metaphysische Erklärungen interpretiert werden sollten.
Es entstanden in der Folge eine Reihe unterschiedlicher positivistischer Konzepte, die sich u. a. mit folgenden Philosophen verbinden: Auguste Comte (1798–1857), Hippolyte Taine (1828–1893), Jean-Marie Guyau (1854–1888), James Mill (1773–1836), Jeremy Bentham (1748–1832), John Stuart Mill (1806–1873), Charles Darwin (1809–1882), Herbert Spencer (1820–1903), Roberto Ardigò (1828–1920), Ludwig Feuerbach (1804–1872), Eugen Dühring (1833–1921), Ernst Mach (1838–1916), Ernst Laas (1837–1885), Richard Avenarius (1843–1896), Hans Vaihinger (1852–1933), Friedrich Jodl (1849–1914), Theodor Ziehen (1862–1950).
Seine wichtigste Prägung hat der Ausdruck Positivismus bei Auguste Comte (1798–1857) erhalten. Er und seine Nachfolger arbeiteten seinen Ansatz bis etwa 1837 zu einem sozialwissenschaftlich-humanistischen Ansatz aus. Der mathematisch-logische Positivismus des 20. Jhd. beendete die Rolle positivistischer Ansätze in der Philosophie.

## Positivismus im Kontext
Die Forderung, dass sinnliche Wahrnehmungen Ausgang des Denkens und Philosophierens sein sollten, war seit der Antike immer wieder laut geworden. Ohne die sinnlichen Wahrnehmungen habe man nichts, worauf man sich philosophierend beziehen könne, meinte Epikur im 4./3. Jhd. v. Chr. Probleme mit sinnlichen Wahrnehmungen ergäben sich durch unterschiedlich korrekte Aussagen darüber und infolge mangelhafter Kenntnisse der Funktion der einzelnen Sinne.
Jahrhunderte später griff u. a. Berkeley die unverzichtbare Rolle der Sinne und der sinnlichen Wahrnehmung für das Denken und die Wissenschaften wieder auf und äußerte, es sei töricht, die Sinne so zu verachten, wie es durch die Jahrhunderte die Scholastiker getan hatten und es noch taten. Ohne die Sinne nämlich verfügten wir weder über Sachkenntnisse, noch würden wir uns überhaupt über etwas Gedanken machen können. Er führte Denk- und Wissenschaftsprobleme mit sinnlichen Wahrnehmungen ähnlich wie Epikur auf mehr oder weniger zutreffende Interpretationen des Wahrgenommenen im Zusammenhang mit prinzipiellen philosophischen Irrtümern zurück, die den Blick verstellten.
Comte, der als erster ein positives Wissenschaftskonzept und später auch eine positive Soziologie entwickelte, ging wie auch andere Positivisten, z. B. John Stuart Mill, von den gesellschaftspolitischen Tatsachen seiner Zeit aus, die sich infolge von Reformation, Dreißigjährigem Krieg, Französischer Revolution ergeben hatten. Diese gesellschaftspolitischen Tatsachen beschrieb der Historiker Pleticha mit Merkmalen des Wandels, der Unsicherheit, des Experimentierens und der Umorientierung.
Die Naturwissenschaften hatten sich im 19. Jh. in hohem Maße entwickelt und eine positive, aufgeklärte Weltanschauung gefördert, die eine gründliche Veränderung der Rolle und der Bedeutung der christlichen Theologie und der an sie gebundenen idealistischen und idealistisch-kritischen Philosophie (u. a. Kant, Hegel, Fichte) zur Folge hatte. Je mehr Widersprüche gegen traditionelle Sichten sich durch positive Forschungsergebnisse auftaten, desto größer wurde der Abstand zur Theologie und herrschenden idealistisch-kritischen Philosophie.
Comte gründete sein Wissenschaftskonzept auf die Behauptung, dass dafür heute nur beobachtbare Tatsachen, also sinnliche Wahrnehmungen, in Frage kämen. Das entspräche der Organisation von Denken und Beobachten. Vor ihm hatten u. a. Francis Bacon im 16./17. Jh. und David Hume im 18. Jh. das Gleiche für ihre jeweils neuen wissenschaftlich-philosophischen Ansätze gefordert. Beide thematisierten mit ihren Philosophien Inhalte der Denkweise, wie sie sich im 19. Jahrhundert unter der Bezeichnung Positivismus verbreitete.
Das klassische Land des Positivismus, so der Philosoph Hans Richert um 1900, sei eigentlich England. Wenn man mit Positivismus im weiteren Sinne jede auf Erfahrung basierende Philosophie kennzeichne, sei ihm die größere Zahl der modernen Philosophen zuzurechnen.

## Comtes Positivismus

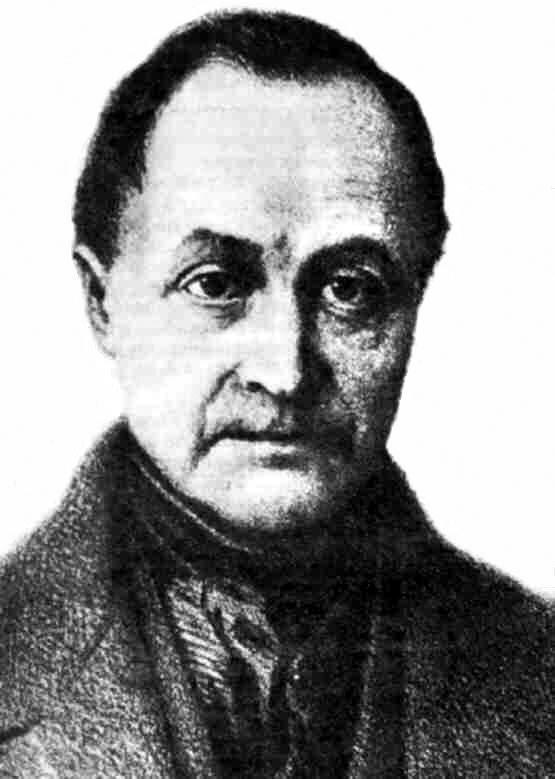
Auguste Comte

Auguste Comtes Versuch bzw. Bestreben, den Positivismus zur wissenschaftlich fundierten Weltkultur auszubauen bzw. die Weltanschauung naturwissenschaftlich zu fundieren, wurde eines der großen utopistischen Projekte des 19. Jahrhunderts. Comte entwarf ein Geschichtsmodell, nach dem sich die von ihm vertretene Philosophie mit historischer Notwendigkeit durchsetzen musste. Die Menschheitsentwicklung durchschritt historisch notwendige Entwicklungsstadien von den ersten religiösen Kulten über den Monotheismus zu einer von den Wissenschaften bestimmten Kultur („Dreistadientheorie / théorie des trois états“: theologische, metaphysische und positive Epoche). Der Motor der historischen Entwicklung war nicht ein Klassenkonflikt, der in eine Weltrevolution mündete, und in der die Arbeiterklasse die Herrschaft übernahm, sondern die schlichte Ausbreitung der zukünftigen Gesellschaft mit dem wissenschaftlichen Fortschritt. Die Menschheit selbst geriet in diesem Prozess in das Zentrum des Interesses. Die Soziologie würde – als von Comte begründete Wissenschaft – alles Handeln bestimmen, und das menschliche Zusammenleben zum größten Nutzen der Menschheit organisieren. Daher bezeichnete er sie auch als die „Königin der Wissenschaften“. Mitgefühl und Altruismus, Achtung vor menschlichen Leistungen würden im Zentrum des Zusammenlebens in der zukünftigen Gesellschaft stehen.
Mit dem Aufbau der Religion des Positivismus sollte der historischen Entwicklung zum Durchbruch verholfen werden. Deren Organisation und die Dogmatik orientierte sich am Aufbau des Katholizismus. Die Huldigung der Menschheit in der Vergangenheit, der Gegenwart und der Zukunft wurde zu einem Kultus ausgestattet, dem eine eigene Priesterschaft zum Durchbruch verhelfen sollte. Die Unsterblichkeit wurde als „Unsterblichkeit im Gedächtnis der Menschheit“ sozialisiert. Der positivistische Kalender trug dem wiederum Rechnung durch sein dreizehnmonatiges Jahr, das symbolisch die Weltgeschichte durchmisst. Die einzelnen 28-tägigen Monate nehmen die jüdische und die christliche Tradition auf, wie die Wissenschaftsgeschichte und die politischen Traditionen Europas. Monatsrepräsentanten sind unter anderem Moses, Archimedes und Friedrich II. von Preußen. Die einzelnen Tage sind, einem Heiligenkalender gleich, den „größten Individuen gewidmet, die zum Fortschritt der Menschheit beitrugen“. Die übergreifende These, dass die Welt sich über die Religion und den Aufbau von Staaten, und Wissenschaften in die Zukunft entwickelte, erlaubte die Würdigung und die Integration der überwundenen religiösen und staatlichen Organisationsformen.
Positivistische Gesellschaften wurden gegründet. Sonntägliche Treffen mit Zeremonien – die den Gottesdienst ersetzten – standen auf dem Programm, und erweckten Misstrauen und Spott. Die Bewegung zeichnete sich durch den Ordnungsfanatismus und die Detailversessenheit ihres Gründers aus, ebenso wie durch eine prekäre Annäherung an genau das System, das sie ersetzen sollte und durch möglichst lückenlose Übernahme von Organisationsformen und Techniken ersetzen wollte: die katholische Religion, die gerade im naturwissenschaftsfreundlichen angelsächsischen Sprachraum nicht als Traditionsangebot infrage kam. Eine spezielle Verehrung der Frau prägte den Positivismus. Für Comte, der seinen persönlichen Leidensweg am Ende in der Verehrung einer Frau fand, war die Frau „das emotional höher entwickelte Wesen“, das durch die ausgeprägtere Fähigkeit zum Mitgefühl prädestiniert war, die Kernaufgabe in der Familie wahrzunehmen.

„Ordem e Progresso“-Flagge Brasiliens

Im gesamten Lateinamerika fasste der Positivismus seit den 1880er Jahren Fuß. Mit seiner Hilfe wollte man gesellschaftliche Spaltungen beheben und den Einfluss von feudalen Autoritäten, Mystizismus und Religion eindämmen. 1898 wurden die Congresos Científicos Latinoamericanos ins Leben gerufen, die in diesem Sinne wirken sollten. Diese wissenschaftsfreundliche und antireligiöse Bewegung, die oft von Freimaurern initiiert wurde, führte jedoch zu einer Abwertung der indigenen Kultur. Brasilien erwies sich als die Nation, die dem Positivismus langfristig die größten Chancen bot, Fuß zu fassen. Das positivistische Motto Ordem e Progresso („Ordnung und Fortschritt“) taucht sogar in der Flagge Brasiliens auf. Der Positivismus erlangte hier beachtlichen Einfluss im politisch-sozialen Gefüge als Ideologie, welche sowohl dem Liberalismus nahestand als auch soziale Gerechtigkeit forderte. Bis heute gibt es die Positivistische Gemeinde Brasiliens mit Tempeln in Rio de Janeiro, Curitiba und Porto Alegre. Liebe, Respekt und Anerkennung gegenüber Eltern und Vorfahren, den sozialen Institutionen, der Heimat, und der Menschheit im Allgemeinen sind die Kernpunkte des Kultus.

## Historischer Positivismus
Zugkraft entwickelte der Positivismus auf dem Gebiet der Wissenschaften zuerst bei den noch jungen Geschichts- und Kulturwissenschaften. Das Spektrum reicht hier von Übernahmen des positivistischen Geschichtsmodells durch Literaturhistoriker wie Hippolyte Taine bis hin zu einer Geschichtswissenschaft, die sich beim Interpretieren von Fakten zurückhielt und damit den Vorwurf auf sich zog, über Materialsammlungen nicht mehr hinauszukommen – ein in Teilen der Germanistik des 19. Jahrhunderts verbreiteter Vorwurf. Hauptvertreter wurden hier Wilhelm Scherer (1841–1886) und seine Schüler (Richard Heinzel, Richard M. Meyer, Franz Muncker, Erich Schmidt) mit Arbeiten über Autorenbiographien und die Entstehungs- und Wirkungsgeschichte einzelner literarischer Texte. Als Garanten einer umfassenden Materialbasis entstanden im Umfeld dieser Arbeiten faktenreiche historisch-kritische Texteditionen (namentlich zu Johann Wolfgang von Goethe, Friedrich Schiller, Johann Gottfried Herder, Heinrich von Kleist) und ausgiebige Stoff- und Motivgeschichten.
In der Geschichtswissenschaft wird von einigen Forschern bis heute immer wieder Kritik ausgeübt, dass jene Gelehrten, die sich um eine plausible Rekonstruktion von Ereignissen und „Fakten“ bemühten, trotzdem oft bloße „Quellenpositivisten“ seien und allzu oberflächlich blieben.

## Rechtspositivismus
Der Rechtspositivismus, das Plädoyer für ein Recht, das sich ausschließlich auf die mit dem Gesetzgeber gegebene menschliche Legitimation beruft, hat eine eigene, weit vor den Positivismus Comtes zurückreichende Tradition. Ius positum, das „positive Recht“, war seit der Antike der Terminus für „gesetztes“ Recht (von lat. ponere setzen, positum gesetzt), das heißt ein nach Ermessen vom jeweiligen Gesetzgeber gesetztes Recht, wie etwa das Verwaltungsrecht. Es wurde weder mit einem Rückbezug auf das ius divinum, das göttliche Recht der Bibel legitimiert, noch über Naturrechte, also allen Menschen natürlich und gleichermaßen zukommende Rechte. Der Begriff erfuhr im Lauf des 19. Jahrhunderts eine Aufwertung als grundlegende Option der gesamten Rechtsbegründung, bei der es primär darum gehen sollte, das Zusammenleben nach Konsens im Staatswesen zweckmäßig zu organisieren. Die Setzungen erwiesen sich in der Rechtsdiskussion des 20. Jahrhunderts als problematisch, als nach dem Zweiten Weltkrieg Richter sich für Rechtssprüche aus der Zeit des Nationalsozialismus verantworten mussten. Die grundlegende Option war die des Rechtspositivismus, der den Richter nicht zum Ausführenden eines höheren göttlichen Rechts macht, sondern anweist, nach einer Rechtslage zu urteilen, für die der Staat verantwortlich zeichnet. Vertreter grundsätzlicher Menschenrechte sahen in der blinden Ausführung von Gesetzen eines Unrechtsregimes einen intrinsischen Widerspruch, hinter dem die Bereitschaft der Justiz sichtbar werde, sich instrumentalisieren zu lassen. Die Frage blieb, ob man an dieser Stelle zu einer anderen Rechtsnorm zurückkehren wollte, nach der Richter nach eigenem Ermessen (im Blick auf eine ihnen höher erscheinende Rechtsnorm) gegen die Gesetze urteilen und damit Gesetze brechen dürften. Vertreter des Rechtspositivismus bestehen in der Debatte darauf, dass sich keine Position stärker der Diskussion aussetze und klarer Verantwortung erfordere als die des Rechtspositivismus – allerdings die Verantwortung der gesamten Gesellschaft für ihr Recht.

## Naturwissenschaftlicher Positivismus

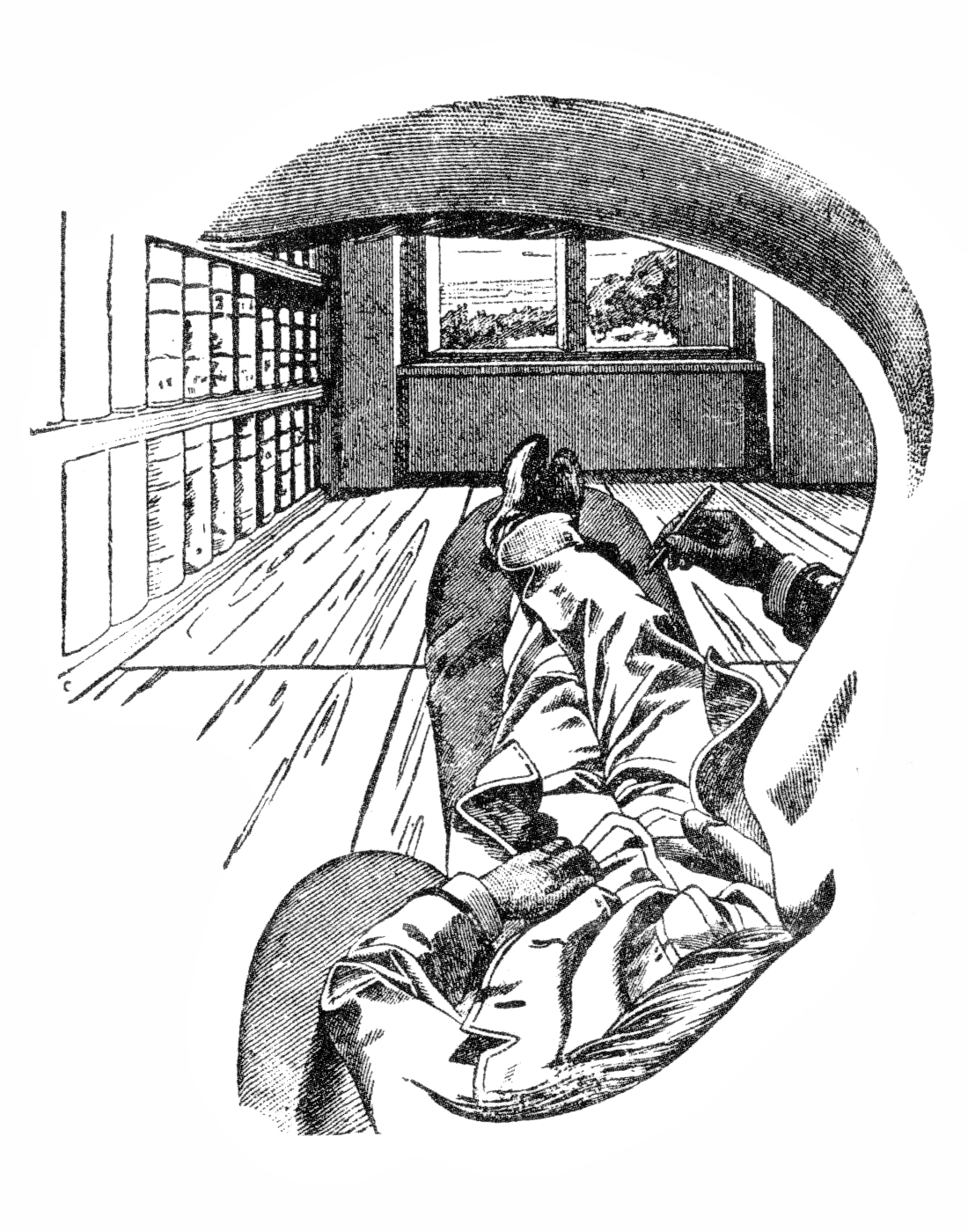
Der Komplex bildlicher Empfindungen (der Einfachheit halber mit nur einem Auge gesehen). Erst eine Interpretation entscheidet, was eigener Körper sein soll und was Außenwelt. Abbildung aus Ernst Mach, Die Analyse der Empfindungen.

Größten Einfluss hatte der Positivismus als erkenntnistheoretische Option mit der Wende ins 20. Jahrhundert in den Naturwissenschaften. Er kam hier als eigene Position im Streit zwischen Empiristen und der Transzendentalphilosophie auf. Mehr oder weniger offen gingen die meisten Vertreter des klassischen Empirismus von einer materiellen Außenwelt aus, die auf die Sinnesorgane einwirkt und im menschlichen Bewusstsein Erkenntnisprozesse in Gang setzt. Dagegen wandten Vertreter der Transzendentalphilosophie ein, dass wir über „die Dinge an sich“ (die Dinge, bevor wir sie wahrnehmen, so wie sie eigentlich sind) letztlich nichts sagen könnten. Wir sehen nicht, ob sie Materie oder Traum sind. Wir haben nur die Sinneswahrnehmungen. Während sich auf marxistischer Seite der dialektische Materialismus formierte mit einem klaren Bekenntnis zur materiellen Außenwelt als dem Ausgangspunkt aller Prozesse (der Erkenntnisprozesse wie der historischen Prozesse), wandten Vertreter der Transzendentalphilosophien hiergegen ein, dass diese Entscheidung bereits eine Glaubensentscheidung sei. Die Positivisten bezogen in diesem Streit eine radikal empiristische Position, die den Transzendentalphilosophien ihre Kritik zugestand: Wir wissen letztlich nichts über die Außenwelt. Alles, worüber wir verfügen, sind Sinnesdaten. Diese interpretieren wir, wobei sich nun allerdings die Frage stellt, wie wir sie interpretieren.
Die positivistische Antwort auf diese Frage lautet: „denkökonomisch“, das heißt, ohne Instanzen und Wesenheiten unnötig ins Spiel zu bringen. Transzendenz wird damit kein Thema, da sie sich selbst nicht manifestiert. Transzendenz macht es als Annahme schlicht schwierig, Vorhersagen über physikalische und chemische Prozesse zu treffen. Materie oder Energie werden damit jedoch nicht minder neu definiert: Sie sind Konstrukte wie der drei- oder vierdimensionale Raum. Solange sich die Sinnesdaten mit der Annahme einer dreidimensionalen materiellen Außenwelt interpretieren lassen, ist diese das ökonomische Modell – jenes Modell, welches das Arbeiten mit der Datenlage in den Grundannahmen überschaubar hält. Wenn die Datenlage ein anderes Modell erfordert, wählt man dasjenige, mit dem man am besten die Datenlage bewältigen kann; der Wissenschaftler wird dabei keine Faktoren einführen, von denen er nicht sagen kann, wie sie seine Vorhersagen beeinflussen. Er bleibt sparsam mit Grundannahmen, erklärt nur, was an positiv (naturwissenschaftlich) wahrnehmbarer Datenlage zu erfassen ist.
Während der Positivismus sich aus der Perspektive der Religionen als wissenschaftlich ausgerichteter Agnostizismus erweist – als Position der Nichterkenntnis Gottes, gestaltet sich auf der anderen Seite das Verhältnis zum dialektischen Materialismus des Kommunismus spannungsreich. Die von der deutschen Experimentalphysik des späten 19. und frühen 20. Jahrhunderts vertretene Position, dass unsere gesamte Erkenntnis lediglich eine praktische Interpretation von Daten sei, wurde von Wladimir Iljitsch Lenin 1908 mit einer Streitschrift gegen den „Empiriokritizismus“ Ernst Machs beantwortet. (Die gesamte Schrift ist eine lange Polemik, die viel dazu beitrug, dass der Positivismus in Osteuropa, insbesondere in Polen, als subversives Theorem Anerkennung fand, das den Materialismus empfindlich traf und doch zur Naturwissenschaft passte.)
Ernst Mach hatte im eigenen Lager der deutschen Physik mehr Einfluss, als ihm geheuer war – er blieb gegenüber der Relativitätstheorie skeptisch. Albert Einstein dankte ihm indes nachträglich für die Theoreme, denen er bei der Formulierung seiner Theorie gefolgt sein will. Die moderne Physik musste, so Einstein damals, bereit sein, sich vom dreidimensionalen Raum wie von ihren Vorstellungen von der Materie zu trennen, wenn wissenschaftliche Daten ein anderes Beschreibungsmodell als das überschaubarere erwiesen. Das denkökonomischere, leichter berechenbare und bessere Prognosen erlaubende Modell war, wie Einstein nachweisen konnte, das einer vierdimensionalen Raumzeit, in der Materie und Energie ineinander überführbar sind. Den Wissenschaften könne es an dieser Stelle nicht um die Frage gehen, was die Wahrheit sei, sie müssten strikt ein Modell entwerfen, das es erlaubt, Vorhersagen über Messergebnisse zu machen; dabei seien sie verpflichtet, das mathematisch einfachste Modell zu wählen.

## Neopositivismus und Analytische Philosophie
Emil Du Bois-Reymond, Heinrich Hertz und Ernst Mach entwickelten Ende des 19. und Anfang des 20. Jahrhunderts eine weit in die Philosophie ausgreifende Wissenschaftstheorie. Im Wiener Kreis, der wesentlichen Anteil an der Formulierung des logischen Empirismus hatte, fand sie ihr prominentestes philosophisches Forum; in England rezipierte Bertrand Russell die Entwicklung. Mit Ludwig Wittgenstein stellte sich eine direkte Verbindung der Debattenfelder her.
Wittgensteins Veröffentlichungen betteten sich in das auf die Wissenschaftstheorie ausgerichtete Diskussionsgefüge ein, verschoben jedoch den Blickpunkt auf die logischen Grenzen sinnvoller Aussagen.
Hatten die Positivisten des 19. Jahrhunderts die philosophische Debatte von den Dingen und den Sinneswahrnehmungen weg auf die Interpretation der Daten gelenkt, so konzentrierte sich die neue Debatte auf die Aussagen, in denen jede Interpretation von Daten stattfinden muss.
Die erste Frage lautet hier: Woran kann man erkennen, ob eine Aussage sinnvoll ist? Für die Antwort führte Wittgenstein, gestützt auf Gottlob Frege, eine fundamentale Zweiteilung ein: Die sinnvolle Aussage kann, aber muss nicht eine Tatsache bezeichnen. „Herr X ist in seinem Zimmer, Raum 209“ mag eine Aussage sein, die eine Sekretärin auf die Frage nach dem momentanen Aufenthaltsort von Herrn X gibt. Die Aussage wird für den Fragenden in dem Maß sinnvoll, in dem er sie mit Vorstellung davon besetzen kann, was der Fall sein soll, wenn sie wahr ist. Dann ist der gesuchte Herr X soeben tatsächlich im bezeichneten Zimmer, das sich am angegebenen Ort findet. Der Fragende kann in das Zimmer hineinsehen, feststellen, ob es sich so verhält. Somit kann man einige logische und mengentheoretische Feststellungen treffen. Die Menge der Tatsachen ist eine Teilmenge der sinnvoll formulierbaren Sachverhalte. Wir benötigen weiterhin durchaus keine Verifikation, um Sachverhalte sinnvoll zu formulieren. „Herr X hat sieben Köpfe“, ist unabhängig von aller Biologie eine sinnvolle Aussage, in dem Maße, in dem sich vereinbaren lässt, unter welcher Befundlage wir sie bejahen oder verneinen werden: was ein Kopf sein soll, was mit sieben gemeint ist etc. Die Aussage, „es gibt Menschen mit sechs Fingern“, demonstriert das. Als Aussage funktioniert sie nicht anders als die Aussage zu den sieben Köpfen. In der Realität erweist sich, dass sie mit Befunden von Polydactylie übereinkommt.
In einer Analyse von Aussagen und unseren Vorstellungen einer Verifikation lässt sich im nächsten Schritt erwägen, wo das positivistische Projekt einer Forschung, die Tatsachen erfasst, seine Grenzen hat. Aussagen über Kausalität und Moral lassen sich, wie Wittgenstein im Tractatus Logico-Philosophicus eingehender durchspielt, nicht als sinnvolle Sachverhaltsformulierungen auffassen. Wir können mit sinnvollen Aussagen formulieren, dass ein Gegenstand umfällt, wenn das von seinem Schwerpunkt aus herab hängende Lot außerhalb der Grundfläche fällt. Überführt man die wenn/dann Aussage, die die Beobachtungen sinnvoll beschreibt, in eine Kausalitätsaussage (in einen Satz mit „weil“), dann gewinnt er dadurch nicht mehr Sinn. Es ist nicht klar, mit welchem Versuch wir die wenn/dann-Aussage als falsch und die weil-Aussage als die überlegene bewerten können. Wenn es darum geht, aus der Wissenschaft unnötige Entitäten, Wesenheiten, Kräfte herauszuhalten und eine korrekte Abbildung der Welt über wissenschaftliche Erkenntnis zu versuchen, dann ist dieses Projekt der sinnvollen Abbildung an dieser Stelle an einer Grenze.
Eine vergleichbare Grenze besteht bei allen Sätzen, die Handlungsanweisungen geben sollen. Der Satz „Du sollst nicht töten!“ formuliert eine weitverbreitete Anweisung menschlichen Zusammenlebens. Bei einer Begründung, warum man nicht töten soll, muss man das Projekt einer Abbildung von Realität jedoch in jedem Fall verlassen. „Weil menschliches Zusammenleben sonst schwierig wird“, „Weil Gott einen andernfalls straft“. Begründungen wie diese verschieben das Problem von der einen in andere Handlungsanweisungen. Man muss am Ende sagen: „wenn ich dies will, muss ich dies tun“, kommt jedoch nicht über den Punkt hinaus, dass man dies will.
Der Erkenntnistheorie setzten sich in diesem Nachdenken Grenzen, über die mittels Mengentheorie (Mengenlehre) sowie mit Aussagenlogik nachgedacht werden kann – und diese Grenzen erweisen sich als weit härter definierbar, als die zuvor gegenüber Materialisten und Transzendentalisten im Blick auf die Dinge verteidigten.
Wittgenstein setzte die Erwägungen mit einem Nachdenken über den Spracherwerb und die Bedeutungskonstitution fort und entfaltete damit enormen Einfluss auf die Linguistik (Sprachwissenschaft) des 20. Jahrhunderts wie auf die Strömungen der Diskursanalyse der 1960er bis 1990er. Jean-François Lyotard knüpfte in seinen Analysen der Postmoderne an Wittgensteins spätere Überlegungen an.
Vertreter der französischen Theorieschulen des 20. Jahrhunderts gaben sich bis zu Michel Foucault, ohne sich auf die letzten Entwicklungen zu beziehen, zu Zeiten als Positivisten aus – offen verband Foucault das Wort mit seinem Verständnis von Diskursanalyse in seiner Archäologie des Wissens (1969):

Eine Menge von Aussagen nicht als die geschlossene und übervolle Totalität einer Bedeutung zu beschreiben, sondern als eine lückenhafte und zerstückelte Figur; eine Menge von Aussagen nicht als in bezug zur Innerlichkeit einer Absicht, eines Gedankens oder eines Subjekts zu beschreiben, sondern gemäß der Streuung einer Äußerlichkeit; eine Menge von Aussagen zu beschreiben, nicht um darin den Augenblick oder die Spur des Ursprungs wiederzufinden, sondern die spezifischen Formen einer Häufung, bedeutet gewiß nicht das Hervorbringen einer Interpretation, die Entdeckung einer Fundierung, die Freilegung von Gründungsakten. Es bedeutet auch nicht die Entscheidung über eine Rationalität oder das Durchlaufen einer Teleologie, sondern die Feststellung dessen, was ich gerne als eine Positivität bezeichnen würde. Eine diskursive Formation zu analysieren, heißt also, eine Menge von sprachlichen Performanzen auf der Ebene der Aussagen und der Form der Positivität, von der sie charakterisiert werden, zu behandeln; oder kürzer: es heißt den Typ von Positivität eines Diskurses zu definieren. Wenn man an die Stelle der Suche nach den Totalitäten die Analyse der Seltenheit, an die Stelle des Themas der transzendentalen Begründung die Beschreibung der Verhältnisse der Äußerlichkeit, an die Stelle der Suche nach dem Ursprung die Analyse der Häufung stellt, ist man ein Positivist, nun gut, ich bin ein glücklicher Positivist, ich bin sofort damit einverstanden.

## Sozialwissenschaftlicher Positivismus
Für Theodor W. Adorno und mit ihm die Frankfurter Schule setzt jede soziologische Fragestellung eine Totalität der Gesamtgesellschaft voraus. Der Forschungsprozess muss daher die Intentionalität der Lebenspraxis in Rechnung stellen und darf sich nicht auf die Beobachtung physisch erfahrbarer Vorgänge beschränken. „Der Positivismus, dem Widersprüche anathema sind, hat seinen innersten und seiner selbst unbewußten Kern daran, daß er der Gesinnung nach äußerster, von allen subjektiven Projektionen gereinigter Objektivität anhängt, dabei jedoch nur desto mehr in der Partikularität bloß subjektiver instrumenteller Vernunft sich verfängt.“ Der Positivismus hat für Adorno nur eine eingeschränkte Sicht auf die Welt. „Der Positivismus betrachtet Soziologie als eine Wissenschaft unter anderem und hält seit Comte die bewährten Methoden der älteren, zumal der von Natur, für übertragbar auf die Soziologie.“ Für Adorno muss hingegen Soziologie die Dialektik zwischen Totalität und beobachtbaren Phänomenen mit berücksichtigen. „Soziologie hat Doppelcharakter: in ihr ist das Subjekt aller Erkenntnis, eben Gesellschaft, der Träger logischer Allgemeinheit, zugleich das Objekt. Subjektiv ist Gesellschaft, weil sie auf die Menschen zurückweist, die sie bilden, und auch ihre Organisationsprinzipien auf subjektives Bewusstsein und dessen allgemeinste Abstraktionsform, die Logik, ein wesentlich Intersubjektives. Objektiv ist sie, weil aufgrund ihrer tragenden Struktur ihr die eigene Subjektivität nicht durchsichtig ist, weil sie kein Gesamtsubjekt hat und durch ihre Einrichtung dessen Instauration hintertreibt.“
 Wissenschaft darf demnach nicht nur die „szientistische Objektivität“ erfassen, sondern muss auch das subjektive Sein der Gesellschaft in Rechnung stellen. Indem sie diese Rückbindung leiste, unterscheide sich die Kritische Theorie von einer positivistischen Soziologie.
Die Position Adornos wurde von Vertretern des Kritischen Rationalismus, insbesondere Hans Albert, im Rahmen des sogenannten Positivismusstreits teilweise bestritten. Auch der Kritische Rationalismus lehnt den Positivismus in seiner Reinform jedoch ab.
Der Gegenposition trat auch Ralf Dahrendorf teilweise bei. Eine von Adorno und Habermas als ausgezeichnet begutachtete, vermittelnde, den Positivismus weiter etablierende Position wurde von Herbert Schnädelbach entfaltet.

## Positivismus-Kritik

### Edmund Husserl
„Der Positivismus enthauptet sozusagen die Philosophie.“ Edmund Husserl zufolge brachte der Positivismus „unphilosophische Fachmänner“ auf der einen Seite hervor, während sich bei den „vom philosophischen Geiste ganz erfüllten“ Wissenschaftlern das Gefühl des Versagens einstelle.

### Karl Popper
Karl Popper kritisierte die Möglichkeit einer Verifikationsmethode als logisch widerlegt und setzte dem die Falsifikationsmethode entgegen. Nach Poppers Resümee in seiner berühmten Polemik Wider die großen Worte wurde diese Kritik von einigen Mitgliedern des Wiener Kreises später weitgehend akzeptiert. Popper zitiert John Passmore: „Der Positivismus ist so tot, wie eine philosophische Bewegung es überhaupt nur sein kann.“ (Textpassage übernommen von Logischer Empirismus).

### Louis Pasteur
„Die große und offenbare Lücke des Systems besteht darin, dass die positivistische Weltanschauung der wichtigsten unter den positiven Ideen keine Rechnung trägt, der Idee des Unendlichen.“